# Rhionaeschna confusa
Rhionaeschna confusa – gatunek ważki z rodziny żagnicowatych (Aeshnidae). Występuje na terenie Ameryki Południowej.